# Sigismondo de' Rossi
Sigismondo de' Rossi (San Secondo Parmense, 1524 – 1580) è stato un generale e condottiero italiano.

## Biografia

Stemma dei Rossi di San Secondo.

Figlio di Pietro Maria III, marchese di San Secondo e di Camilla Gonzaga, fu allevato a Firenze presso la Corte di Francesco dei Medici. Dopo aver militato agli ordini di Ottavio Farnese nella guerra di Parma, contrastando gli imperiali e restando ferito da un colpo di archibugio, servì Cosimo I de' Medici nella Guerra di Siena al comando di una compagnia di corazze, distinguendosi nelle vittoriose battaglie di Valdinievole e Montecarlo e nella sfortunata difesa di Pienza.
Dopo la resa di Siena nel 1554, restò in Toscana agli ordini del duca che tre anni dopo lo inviò al comando di un reggimento alle guerre di Lombardia contro i Francesi alleati al duca di Ferrara, venendo ferito in un combattimento presso Reggio Emilia.
Tornato a Firenze fu eletto generale di cavalleria del granducato e nominato il 30 marzo 1562 cavaliere di Santo Stefano. Nel 1565 fu inviato in Germania dall'imperatore Massimiliano per trattare le nozze del principe Francesco de' Medici con una figlia dell'imperatore, nel 1570 fu inviato come ambasciatore a Madrid per felicitarsi delle nozze di Filippo II.
Morì nel 1580.

## Discendenza
Dalla moglie tedesca Barbara Trapp ebbe tre figli:
- Gian Girolamo (1566);
- Eleonora;
- Barbara.

## Ascendenza
|                                                      |                                         |                                             | Genitori                                                |  |  | Nonni |  |  | Bisnonni                                   |  |  | Trisnonni                                        |  |
|                                                      |                                         |                                             |                                                         |  |  |       |  |  | Giovanni de' Rossi, V conte di San Secondo |  |  | Pier Maria II de' Rossi, IV conte di San Secondo |  |
|                                                      |                                         |                                             |                                                         |  |  |       |  |  | Giovanni de' Rossi, V conte di San Secondo |  |  | Pier Maria II de' Rossi, IV conte di San Secondo |  |
|                                                      |                                         | Antonia Torelli                             |                                                         |  |  |       |  |  | Giovanni de' Rossi, V conte di San Secondo |  |  |                                                  |  |
| Troilo I de' Rossi, I marchese di San Secondo        |                                         |                                             |                                                         |  |  |       |  |  | Giovanni de' Rossi, V conte di San Secondo |  |  |                                                  |  |
|                                                      |                                         | Angela Scotti Douglas                       | Francesco Scotti Douglas, conte di Carpaneto e Vigoleno |  |  |       |  |  |                                            |  |  |                                                  |  |
|                                                      |                                         | Angela Scotti Douglas                       | Francesco Scotti Douglas, conte di Carpaneto e Vigoleno |  |  |       |  |  |                                            |  |  |                                                  |  |
|                                                      |                                         | Angela Scotti Douglas                       | …                                                       |  |  |       |  |  |                                            |  |  |                                                  |  |
| Pier Maria III de' Rossi, II marchese di San Secondo |                                         | Angela Scotti Douglas                       |                                                         |  |  |       |  |  |                                            |  |  |                                                  |  |
|                                                      |                                         | Girolamo Riario, signore di Imola e Forlì   | Paolo Riario                                            |  |  |       |  |  |                                            |  |  |                                                  |  |
|                                                      |                                         | Girolamo Riario, signore di Imola e Forlì   | Paolo Riario                                            |  |  |       |  |  |                                            |  |  |                                                  |  |
|                                                      |                                         | Girolamo Riario, signore di Imola e Forlì   | Bianca della Rovere                                     |  |  |       |  |  |                                            |  |  |                                                  |  |
| Bianca Riario                                        |                                         | Girolamo Riario, signore di Imola e Forlì   |                                                         |  |  |       |  |  |                                            |  |  |                                                  |  |
|                                                      |                                         | Caterina Sforza                             | Galeazzo Maria Sforza, duca di Milano                   |  |  |       |  |  |                                            |  |  |                                                  |  |
|                                                      |                                         | Caterina Sforza                             | Galeazzo Maria Sforza, duca di Milano                   |  |  |       |  |  |                                            |  |  |                                                  |  |
|                                                      |                                         | Caterina Sforza                             | Lucrezia Landriani                                      |  |  |       |  |  |                                            |  |  |                                                  |  |
| Sigismondo de' Rossi                                 |                                         | Caterina Sforza                             |                                                         |  |  |       |  |  |                                            |  |  |                                                  |  |
|                                                      | Federico I Gonzaga, marchese di Mantova | Ludovico III Gonzaga, marchese di Mantova   |                                                         |  |  |       |  |  |                                            |  |  |                                                  |  |
|                                                      | Federico I Gonzaga, marchese di Mantova | Ludovico III Gonzaga, marchese di Mantova   |                                                         |  |  |       |  |  |                                            |  |  |                                                  |  |
|                                                      | Federico I Gonzaga, marchese di Mantova | Barbara von Brandenburg                     |                                                         |  |  |       |  |  |                                            |  |  |                                                  |  |
| Giovanni Gonzaga, signore di Vescovato               | Federico I Gonzaga, marchese di Mantova |                                             |                                                         |  |  |       |  |  |                                            |  |  |                                                  |  |
|                                                      |                                         | Margarete von Bayern                        | Albrecht III, duca di Baviera                           |  |  |       |  |  |                                            |  |  |                                                  |  |
|                                                      |                                         | Margarete von Bayern                        | Albrecht III, duca di Baviera                           |  |  |       |  |  |                                            |  |  |                                                  |  |
|                                                      |                                         | Margarete von Bayern                        | Anna von Braunschweig-Grubenhagen                       |  |  |       |  |  |                                            |  |  |                                                  |  |
| Camilla Gonzaga                                      |                                         | Margarete von Bayern                        |                                                         |  |  |       |  |  |                                            |  |  |                                                  |  |
|                                                      |                                         | Giovanni II Bentivoglio, signore di Bologna | Annibale I Bentivoglio, signore di Bologna              |  |  |       |  |  |                                            |  |  |                                                  |  |
|                                                      |                                         | Giovanni II Bentivoglio, signore di Bologna | Annibale I Bentivoglio, signore di Bologna              |  |  |       |  |  |                                            |  |  |                                                  |  |
|                                                      |                                         | Giovanni II Bentivoglio, signore di Bologna | Donnina Visconti                                        |  |  |       |  |  |                                            |  |  |                                                  |  |
| Laura Bentivoglio                                    |                                         | Giovanni II Bentivoglio, signore di Bologna |                                                         |  |  |       |  |  |                                            |  |  |                                                  |  |
|                                                      |                                         | Ginevra Sforza                              | Alessandro Sforza, signore di Pesaro                    |  |  |       |  |  |                                            |  |  |                                                  |  |
|                                                      |                                         | Ginevra Sforza                              | Alessandro Sforza, signore di Pesaro                    |  |  |       |  |  |                                            |  |  |                                                  |  |
|                                                      |                                         | Ginevra Sforza                              | …                                                       |  |  |       |  |  |                                            |  |  |                                                  |  |
|                                                      |                                         | Ginevra Sforza                              |                                                         |  |  |       |  |  |                                            |  |  |                                                  |  |